# Guo Yufang
Guo Yufang (chiń. 郭裕芳; ur. 15 marca 1999) – chińska kolarka torowa, dwukrotna medalistka mistrzostw świata.

## Kariera
Pierwsze sukcesy w karierze osiągnęła w 2016 roku, kiedy zdobyła cztery medale na mistrzostwach świata juniorów w Aigle: srebrne w wyścigu na 500 m i sprincie oraz brązowe w keirinie i sprincie drużynowym. W 2018 roku została mistrzynią Chin w keirinie, a w sprincie zdobyła srebrny medal. Podczas mistrzostw świata w Yvelines w 2022 roku razem z koleżankami z reprezentacji zajęła drugie miejsce w sprincie drużynowym. Ponadto wywalczyła brązowy medal w wyścigu na 500 m. W zawodach tych wyprzedziły ją jedynie Francuzka Taky Marie-Divine Kouamé i Niemka Emma Hinze. 